# Еміліо Дзоккі
Еміліо Дзоккі (італ. Emilio Zocchi; 5 березня 1835, Флоренція — 10 січня 1913) — італійський скульптор, професор Академії витончених мистецтв у Флоренції з 1870 року. Кузен Чезаре Дзоккі і батько Арнальдо Дзоккі.

## Біографія і твори
Саме під керівництвом свого дядька ще молодий муляр Еміліо зробив перші кроки у вивченні скульптури у віці восьми років. Тоді його вчителями були Джироламо Торріні, Аристодемос Кастолі і Джованні Дюпре. В 1854 році створив барельєфне зображення вовчиці, яка знайшла братів Ромула і Рема.
У 1860-х роках створив люнет на фасаді базиліки Санта-Кроче у Флоренції.
У 1890 році створив кінний пам'ятник Віктору Емануїлу II, спочатку розміщений на площі Республіки, а в 1932 році перенесений до Piazza Vittorio Veneto.